# Fiona Tan
Pour les articles homonymes, voir Tan.
Fiona Tan, née en 1966 à Pekanbaru, en Indonésie, est une artiste plasticienne, principalement connue pour ses installations dans les domaines de la photographie, du cinéma et de la vidéo. Son travail est connu pour son savoir-faire artisanal et son intensité émotionnelle, qui explore souvent les thèmes de l'identité, de la mémoire et de l'histoire. Tan vit et travaille à Amsterdam, aux Pays-Bas.

## Petite enfance et éducation
Fiona Tan est née en 1966 à Pekanbaru, en Indonésie, de père indonésien chinois et de mère australienne. Tan passe sa petite enfance à Melbourne, en Australie. En 1984, elle déménage en Europe, où elle réside depuis. Entre 1988 et 1992, Tan étudie à la Gerrit Rietveld Academie à Amsterdam. Entre 1996 et 1997, elle étudie également à la Rijksakademie van Beeldende Kunst,.

## Pratique artistique
En 2009, elle représente les Pays-Bas à la Biennale de Venise avec la présentation solo Disorient. Elle participe également à la documenta 11, à la triennale de Yokohama, à la Biennale de Berlin, à Biennale de São Paulo ainsi qu'à la Biennale d'Istanbul, à la Biennale de Sydney et à la Triennale Asian Pacific. Son travail est représenté dans de nombreuses collections publiques et privées internationales, notamment la Tate Modern de Londres, le Stedelijk Museum d'Amsterdam, le Schaulager de Bâle, le New Museum de New York et le Centre Georges Pompidou de Paris.
Elle est conférencière invitée dans de nombreuses institutions artistiques, notamment celle de De Ateliers, programme de troisième cycle, Amsterdam (2006-2014) et de celle de l'école des beaux-arts de Cassel (2014-2015).
En 2003, Tan crée une affiche, Lift, pour Transport for London.
En 2016, elle réalise son premier film, History's Future. Son deuxième long métrage Ascent est présenté au Festival international du film de Locarno 2016,. Au cours de cette année, elle est également artiste en résidence au Getty Research Institute de Los Angeles, en Californie.

## Expositions
Au cours des vingt dernières années, son travail a acquis une reconnaissance internationale croissante. Tan a eu des expositions individuelles dans des musées et des galeries du monde entier, notamment au New Museum à New York, à la Galerie d'art de Vancouver, à la Sackler Galleries à Washington, au musée des Beaux-Arts d'Argovie en Suisse, à l'Académie des arts à Berlin, au Kunstverein à Hambourg, au Lunds konsthall, à la Landesgalerie Linz, au Musée d'art contemporain, à Montréal, à la Pinakothek der Moderne à Munich et au musée Hammer à Los Angeles.

### Sélection d'expositions personnelles
- 2e Biennale de Johannesbourg, Johannesbourg (1997)
- Stimuli, Witte de With, Rotterdam (1999)
- Biennale de Venise, Venise (2001)
- Documenta11, Cassel, Allemagne (2002)
- Link, Stedelijk Museum à Amsterdam (2003)
- Biennale d'Istanbul, Istanbul (2003)
- Time Zones, Tate Modern, Londres (2004)
- Fiona Tan, Saint-Sébastien, Musée d'Art contemporain, Montréal, Canada (2005)
- Short Voyages, Galerie Frith Street, Londres (2006)
- A Lapse of Memory, Institut royal des architectes britanniques, Londres et Frith Street Gallery, Londres (2007)
- 80 Tage, Vox Populi, Visage ; Pinakothek der Moderne, Munich (2007)
- Countenance, Musée d'art du Williams College, Williamstown, MA (2008) ; Provenance, Rijksmuseum d’Amsterdam (2008)
- Disorient, Pavillon hollandais, 53e Biennale de Venise (2009)[7]
- Saint Sébastien, Galerie Arthur M. Sackler, Washington (2009)
- Rise and Fall, Galerie Arthur M. Sackler, Washington, (2010)
- Frith Street Gallery, Londres, Vox Populi (2010)
- Rise and Fall
  - Aargauer Kunsthaus, Aarau Suisse
  - Galerie d'art de Vancouver, Canada (2010)[13]
- Vox Populi Suisse, Centre culturel suisse, Paris (2011)
- Point de départ, CAAC, Séville (2012)
- Disorient, galerie d'art moderne de Glasgow (2012)
- Vox Populi London, The Photographers' Gallery, Londres (2012)[14]
- Ellipsis, Musée d'art contemporain du XXIe siècle, Kanazawa, Japon (2013)
- Fiona Tan - Inventaire, musée d'art de Philadelphie, Philadelphie (2014)[15]
- Fiona Tan, Terminologie, Musée métropolitain de la photographie, Tokyo[16], puis Musée national de l'art, Osaka (2014)[17]
- Fiona Tan - Géographie du temps, Nasjonalmuseet, Oslo (2015)[18]
- Fiona Tan - Depot, Centre baltique d'art contemporain, Gateshead, Royaume-Uni (2015)[19]
- Fiona Tan - Geografie der Zeit, musée d'art moderne, Francfort, Allemagne (2016)[20]
- Fiona Tan: Disorient, Musée Guggenheim, Bilbao (2016)[21]
- Fiona Tan - Géographie du temps, Mudam, Luxembourg (2016)[22]
- Fiona Tan - Ascent, Musée de la photo Izu, Nagaizumi, Japon (2016)[23]
- Fiona Tan - Géographie du temps, Musée d'art de Tel Aviv, Israël (2017)
- Fiona Tan - Ascent, Musée De Pont, Tilburg, Pays-Bas (2017)[24]
- Fiona Tan. L'Archive des ombres, Musée des Arts Contemporains de la Fédération Wallonie-Bruxelles, Grand-Hornu, Belgique (avril-septembre 2019)[25]

### Sélection d'expositions de groupe
- Ciné y Casi Cone, Musée national d'art contemporain Reina Sofia, Madrid (2007)
- Global Multitude, Rotunde, Luxembourg (2007)
- L'œil de la nouvelle image, Casino Luxembourg (2007)
- Musée d'art contemporain de Bucarest, Roumanie (2007)
- Contour, Museum Prinsenhof, Delf (2007)
- Biennale de l'image en mouvement, Genève (2007)
- Prix de photographie Deutsche Börse, Galerie des photographes ; Berlin (2007)
- Neue Börse, Francfort (2007)
- Breeze, cur. Marja Bloem, Galerie Nelson Freeman, Paris (2008)
- Les tropiques Martin-Gropius-Bau, Berlin (2008)
- Be(com)ing Dutch, Van Abbemuseum, Eidenhoven (2008)
- Repenser Kakotopia, Nikolaj, Centre d'art contemporain de Copenhague (2009)
- Soi-même et autres, Musée national d'ethnologie, Osaka (2009)
- Biennale d'architecture, Venise (2010)
- Biennale de São Paulo, São Paulo (2010)
- Ich zweifellos, Kunstmuseum Wolfsburg, Wolfsburg (2010)
- Moving Portraits, Pavillon De La Warr, Royaume-Uni (2011)
- Cinéma élargi, MMOMA, Moscou (2011)
- Environnements architecturaux pour demain, MOT Tokyo (2011)
- Le Pont, Musée d'Art contemporain de Marseille (2011)[26]
- Au-delà de l'imagination, Stedelijk Museum Amsterdam (2012)
- Arte torna arte, Galleria dell'Accademia, Florence (2012)
- Autobiographie, Espace Culturel Louis Vuitton, Paris (2012)
- Statut, Fotomuseum Winterthur, Suisse (2012)
- Inseldasein, DAAD Galerie, Berlin (2013)
- Histoires suspendues, Museum van Loon, Amsterdam (2013)
- Go-Betweens, Musée d'art Mori, Tokyo, Japon (2014) [27]
- Paradise Lost, CCA, Singapour (2014) [28]
- FUTURE PRESENT, Schaulager, Fondation Laurenz, Bâle, Suisse (2015) [29]
- NO MAN'S LAND, Collection de la famille Rubell, Miami, États-Unis (2015) [30]
- Ecce Homo, Musée national d'art, Osaka, Japon (2016) [31]

## Sélection de prix
Fiona Tan a reçu plusieurs prix et récompenses internationaux, dont :
- la bourse Getty Artist-in-Residence Fellowship, Los Angeles (2016)[32]
- Prix de photographie Deutsche Börse (nommé) (2007)
- Prix ICP Infinity pour l’art, New York (2004)[33]
- Prix Artes Mundi, Cardiff (nommé) (2003)
- Prix JC van Lanschot de sculpture Belgique / Pays-Bas (1998).